# Askari

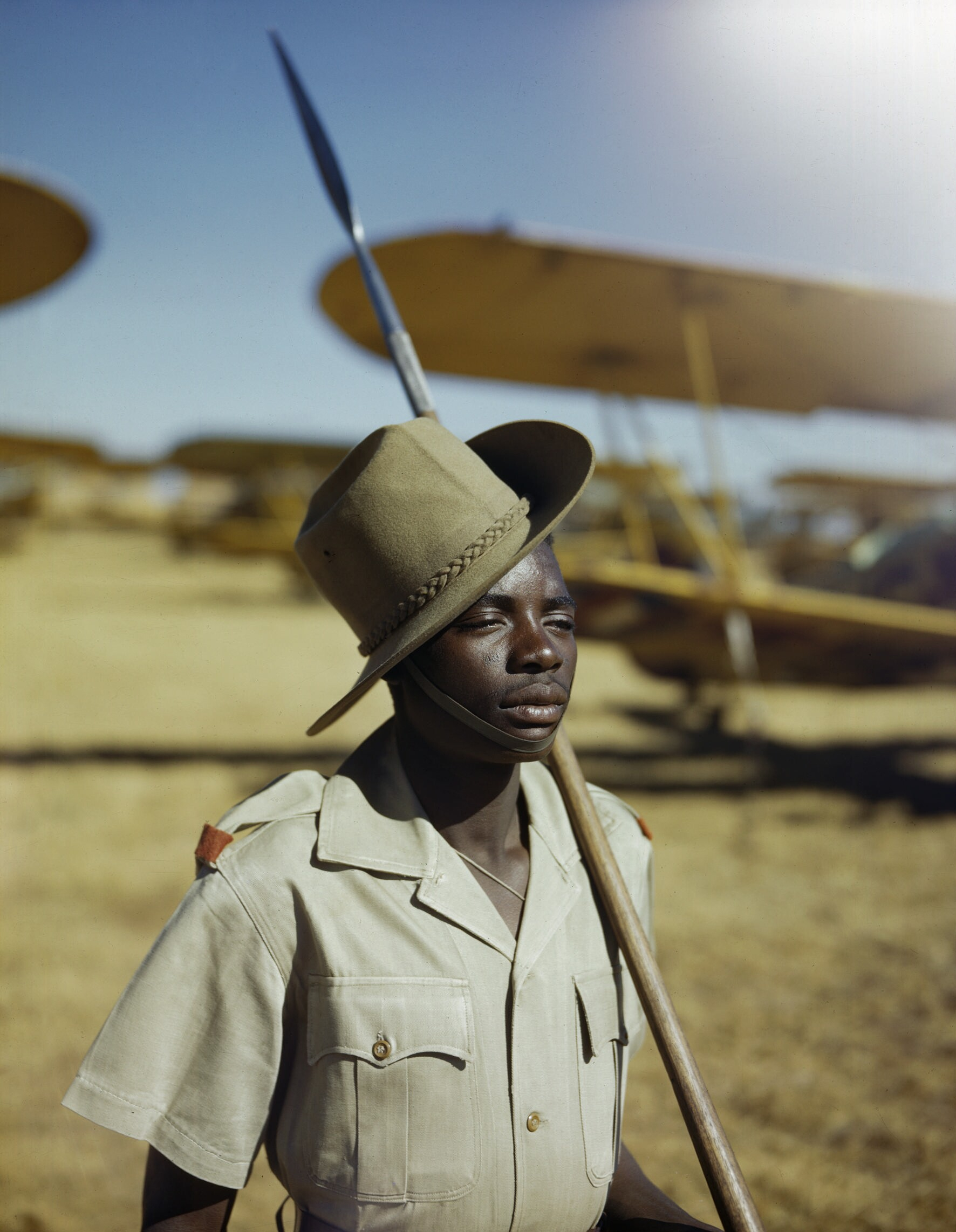
Askari sudafricano en 1943.

En las lenguas árabe, persa y suajili, la palabra askari o áskari significa "soldado". En las lenguas occidentales el término se usa para definir a las tropas indígenas de África y Oriente Medio que sirvieron en los ejércitos coloniales europeos durante los siglos XIX y XX. Los askaris también desempeñaron labores policiales y de seguridad personal.
Aunque su cometido original era el de servir de apoyo a las tropas coloniales procedentes de la metrópoli y sofocar las revueltas locales contra éstas, pronto se usaron también como fuerza de combate contra los ejércitos coloniales de otras naciones. El mejor ejemplo de esto se dio en la Primera Guerra Mundial, cuando el comandante alemán Paul von Lettow-Vorbeck se valió de entre 11.000 y 12.000 askaris strutus para mantener en jaque a las fuerzas británicas, muy superiores en número. Los británicos no pudieron ganar una sola batalla contra ellos en África Oriental en toda la contienda.

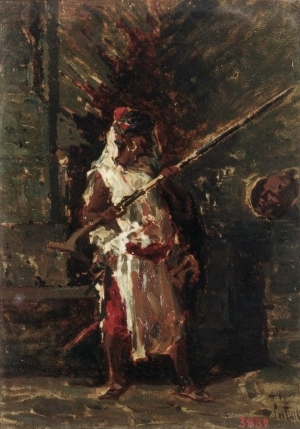
Askari, Mariano Fortuny, 1860

El término alcanzó nuevos significados en las décadas posteriores. Durante la Segunda Guerra Mundial los oficiales del Waffen-SS lo usaron para denominar a los desertores del Ejército Rojo que se unían más tarde a las filas alemanas. En Sudáfrica se llamó askaris a los guerrilleros que combatían originalmente contra el régimen del apartheid y que, tras ser capturados, colaboraban con el ejército sudafricano como espías o mercenarios.
En la actualidad, la palabra también se usa en algunos países africanos para llamar a los soldados armados con lanza o, simplemente, a aquellos encargados de montar guardia.
- Datos: Q643745
- Multimedia: Askari / Q643745